# Marie Liljedahl
Marie Liljedahl est une actrice suédoise, née le 15 février 1950 à Stockholm.

## Biographie
Après une première apparition au cinéma en 1966, Marie Liljedahl se voit attribuer en 1968 le rôle principal du film Inga – Ich habe Lust (Jag - en oskuld).

## Filmographie

### Cinéma
- 1966 : O Zestos minas Augoustos : la fille sur la plage
- 1968 : Suède, enfer et paradis (Sverige – himmel eller helvete) : victime des Teddyboys (non créditée)
- 1968 : Jag - en oskuld (en) : Inga Frilund
- 1968 : Inga, la Séductrice au corps de velours (sv) (Någon att älska) : Inga
- 1969 : Journal intime d'une demi-vierge (sv) (Eva - Den utsötta) : la fille à la soirée
- 1969 : Les Contes de Grimm pour grandes personnes (Grimms Märchen von lüstern Pärchen) : Blanche-Neige
- 1969 : Mais ne reste donc pas pucelle (de) (Willst du ewig Jungfrau bleiben?) : Eva
- 1970 : Les Inassouvies (Eugenie… The Story of Her Journey into Perversion) de Jesus Franco : Eugenie
- 1970 : Le Dépravé (Il dio chiamato Dorian) : Sybil Vane
- 1970 : Ann och Eve – de erotiska (sv) : Eve